# Chlorolobion
Chlorolobion, rod zelenih algi iz porodice Selenastraceae. Sastoji se od pet priznatih vrsta

## Vrste
1. Chlorolobion braunii (Nägeli) Komárek
2. Chlorolobion glareosum (Hindák) Komárek
3. Chlorolobion lunulatum Hindák
4. Chlorolobion obtusum Korshikov
5. Chlorolobion tianjinensis Wang & Feng